# Aszinói járás
Az Aszinói járás (oroszul: Асиновский район) Oroszország egyik járása a Tomszki területen. Székhelye Aszino.

## Népesség
- 1989-ben 16 222 lakosa volt.
- 2002-ben 12 911 lakosa volt.
- 2010-ben 36 459 lakosa volt.